# Елевација
Елевација (вертикални угао, у астрономији - висина) је угао ({\displaystyle \ \epsilon }), са којим се у вертикалној равни одређује правац по висини, посматраног објекта (небеског тела, предмета, авиона, итд.), у односу на хоризонталну раван. Елевација, заједно са азимутом, користи се за одређивање положаја објекта, по правцу, у сферном координатном систему. Овај вертикални правац, са податком најкраће његове удаљености и са азимутом, потпуно одређује положај тела у простору. Физичка величина дефинисана са овим појмом се користи у балистици, астрономији и у навигацији летелица и сателита.

## Балистика
У балистици, елевација је угао између хоризонталне равни и правца осе цеви артиљериског оружја. Најважнији је податак за постизање тачног домета гранате до циља. Заједно са податком о азимуту, обезбеђује подешавање оружја у гађању на полигону и у борби. Свако артиљериско оружје поседује своју таблицу гађања, у којој су унети подаци за вредности елевације за одређени домет. Сваки тип артињериског оруђа се детаљно испита на полигону, са мерењем података при реалном гађању. На основу тих резултата сачини се таблица гађања, у којој је један од темељних података, у функцији домета, елевација.
|                            |                                  |
| Дефиниција угла елевације. | Одређивање елевације са радаром. |

## Астрономија
У астрономији, елевација се користи за дефинисање угаоног положаја небеског тела у вертикалној равни, у односу на тачку из које се посматра.